# Lahovče
Lahovče – wieś w Słowenii, w gminie Cerklje na Gorenjskem. W 2018 roku liczyła 483 mieszkańców.